# Gräfrath
Gräfrath – jedna z pięciu dzielnic miasta Solingen, zarazem najmniejsza z tych dzielnic. Burmistrzem Gräfrath jest Udo Vogtländer z partii SPD.
Gräfrath jest dobrze zachowanym starym miastem z XVIII i XIX wieku. Stare miasto dzielnicy Gräfrath zalicza się do grona 56 najładniejszych zabytkowych starych miast w Nadrenii Północnej-Westfalii.

## Geografia
Gräfrath, położone jest na północy miasta Solingen, graniczy z miastami: Haan na zachodzie i Wuppertal na północy i wschodzie. Na południu leży dzielnica Solingen Mitte, a na zachodzie Gräfrath graniczy z dzielnicą Wald. Granica dzielnicy do Wuppertal jest w dużej mierze ukształtowana przez przebieg rzeki Wupper. Granicę dzielnicy z miastem Haan częściowo tworzy strumyk Itter, który rozpoczyna się w Gräfrath i wpada do Renu w Düsseldorfie.
Również wiele innych strumieni przepływa przez Gräfrath, np. Nümmener, Holzer Bach.

## Demografia
Rozwój populacji w dzielnicy Gräfrath w wybranych latach od 1871 r.:
- 1871 5424
- 1880 5881
- 1900 7935
- 1910 10 066
- 1925 10 582
- 2011 18 555
- 2013 18 632
- 2015 18 725

Jak można zauważyć populacja dzielnicy Gräfrath ciągle wzrasta w tempie średnio 92,37 osób rocznie.

## Historia
Od 1900 r. Bernhard Bartlau sprawował urząd burmistrza. Podczas jego kadencji miało miejsce wiele projektów, które zmodernizowały Gräfrath i przygotowały go na przyszłość jako rozwijające się małe miasteczko. W 1901 r. firmy i prywatne gospodarstwa domowe zostały podłączone do sieci energetycznej. W 1905 r. uruchomiono wodociąg. Osiedle mieszkaniowe dla ubogich zostało zbudowane na Bergstrasse (obecnie Hildebrandstrasse). W 1904 r. otwarto szkołę, a w 1909 r. młodzieżowy dom kultury. W tym samym roku przeprojektowano także rynek w Gräfrath. Usunięto również ponad 100-letni chodnik z licznymi uszkodzeniami również odnowiono schody do kościoła klasztornego.
Dawny ratusz Gräfrath zbudowano w stylu Neuberg (1907/1908). Budowa nowego ratusza w latach 1907–1908 była również związana z rozwojem gospodarczym miasta Gräfrath. Uchwała rady miasta z 12 listopada 1906 r. poprzedziła 160 000 nowych budynków w stylu Neuberga. Lokalizacja obok przejazdu kolejowo-drogowego na południe od starego centrum miasta została celowo wybrana jako lokalizacja budynku, aby zbliżyć się do różnych dzielnic Gräfrath, które powstały z czasem – jednak ratusz był zorientowany w kierunku historycznego centrum. W 1907 r. miasto Gräfrath otrzymało również własny herb.
Jednak ponad 20 lat później, bo 1 sierpnia 1929 r., Gräfrath został połączony z miastem Solingen, a także miastami Wald, Höhscheid i Ohligs, tworząc wielkie miasto Solingen.
Podczas II wojny światowej Grafrath został w dużej mierze oszczędzony przed nalotami alianckimi. W okresie powojennym Gräfrath rozwijał się przede wszystkim dzięki licznym nowym projektom budownictwa mieszkaniowego jednorodzinnego, na przykład na ulicy Katharinenstrasse. W roku 1970 na Autostradzie 46 (A 46) zbudowano skrzyżowanie Haan-Ost, które okazało się najkrótszą drogą z Gräfrath na autostradę. Zjazd został otwarty w 1974 roku.
Duże, wcześniej rolnicze tereny w Gräfrath przekształcono w tereny komercyjne i przemysłowe od połowy lat osiemdziesiątych. Pierwszym większym tego rodzaju był ten w Dycker Feld, który dziś obejmuje także Heider Hof. Po rozbiórce w 1971 r. teren byłej cegielni na Unterflachsberg został przekształcony w teren przemysłowy Flachsberg, do którego droga dojazdowa nazywa się Alte Ziegelei. W 2000 roku park biznesowy Piepersberg został zbudowany na zachód od Piepersberg na północy Gräfrath, gdzie wiele firm zlokalizowano w bezpośrednim sąsiedztwie autostrady A 46.
Na początku lat 90. powstała ulica Roggenkamp, która połączyła bezpośrednio węzeł na autostradzie A 46 w Haan-Ost z Gräfrath. W ten sposób przecięła ona ulicę Oberhaaner Strasse, która od tego czasu została podzielona na dwie części.
Ruch kolejowy na między Gräfrath i Vohwinkel w Wuppertal został ostatecznie zlikwidowany w 1989 r., a budynek dworca został ostatecznie rozebrany w 2011 r. Dziś popularna ścieżka piesza i rowerowa Korkenziehertrasse prowadzi przez dawną linię kolejową, która została zrealizowana w ramach niemieckiego programu Regionale 2006.
Niemieckie Muzeum Ostrzy (Deutsches Klingenmuseum) mieściło się w dawnym ratuszu od 1954 do 1990 r., Dopóki nie przeniesiono go do większych pomieszczeń w budynku dawnego klasztoru w 1991 r. Stary ratusz mieści od 1996 r. Muzeum Sztuki w Solingen (Kunstmuseum Solingen, do 2012 r. Museum Baden). Dzielnica Gräfrath jest najmniejszą w Solingen i liczy dziś około 19 000 mieszkańców.

## Burmistrzowie
Od roku 1800:
- Jacob de Foy (1800)
- Johann Benjamin Brass (1801)
- Franz Ad. Schnitzler (1802)
- Abraham Heiderhoff (1802)
- Philipp Jacob Schnitzler (1803)
- Joh. Jac. de Foy (1804)
- Franz Arnold Wilhelm Schnitzler (1805)
- Johann Jacob Pieper (1807)
- Johann Jacob de Foy (1813)
- Philipp Schramm (1813-1814)
- Peter Rauh (1814-1817)
- Christian Nohl (1817-1819)
- Ludwig Pithan (1819-1823)
- Carl Everhard Willemsen (1823)
- Peter Höfer (1823)
- Peter Banniza (1823-1828)
- Bartsch (1828-1832)
- Karl Uesseler (1832-1876)
- Kürten (1876–1900)
- Bernhard Bartlau (1900-1924)
- Theodor von der Thüsen (1924-1929)